# Trulliobdella capitis
Trulliobdella capitis is een ringworm uit de familie van de Piscicolidae. De wetenschappelijke naam van de soort is voor het eerst geldig gepubliceerd in 1947 door Brinkmann.